# Ja Rule
Ja Rule, właściwie Jeffrey Atkins (ur. 29 lutego 1976 w Nowym Jorku) – amerykański raper, aktor i piosenkarz.
Pseudonim Ja Rule pochodzi od wyrażenia Jeffrey Atkins Represents Unconditional Love's Existence. Wielokrotnie nominowany do wielu prestiżowych nagród muzycznych, laureat m.in. MTV Video Music Award czy World Music Award.

## Życiorys
Jeffrey uczęszczał do Junior High School we Floral Park, w Nowym Jorku, gdzie spotkał swoją przyszłą żonę, Aishę Murray. Pobrali się w 2001 roku. Kiedy Ja miał pięć lat, jego siostra umarła na skutek problemów z układem oddechowym. Dorastał w religijnej rodzinie Świadków Jehowy, dlatego nie obchodził urodzin ani Bożego Narodzenia. Rodzice zabronili mu też słuchać hip-hopu. Kiedy pierwszy raz go usłyszał, postanowił zostać raperem. Często przynosił do domu płyty z muzyką i słuchał ich na odtwarzaczu CD, kiedy jego matki nie było w pobliżu. Ja Rule ożenił się ze swoją szkolną miłością, Aishą Atkins z domu Murray. Mają trójkę dzieci: Brittney, Jeffreya Juniora i Jordana. Mieszka ze swoją rodziną w posiadłości w New Jersey.
28 lutego 2012 roku odbyła się premiera albumu pt. Pain Is Love 2. Płyta była promowana singlami "Real Life Fantasy", "Black Vodka" i "Superstar". Na przełomie wiosny i lata 2012 roku ukazał się kolejny album Renaissance Project. Obie produkcje zostały wydane przez wytwórnię Mpire Records.

## Dyskografia
- Venni Vetti Vecci (1999)
- Rule 3:36 (2000)
- Pain Is Love (2001)
- The Last Temptation (2002)
- Blood In My Eye (2003)
- R.U.L.E. (2004)
- The Mirror: Reloaded (2009)
- Pain Is Love 2 (2012)[4]
- The Renaissance Project (2012)[4]

## Filmografia
- 2000: Wiedźma hip-hopu jako on sam
- 2000: Turn it Up jako David "Gage" Williams
- 2001: Crime Partners jako Hitman
- 2001: Szybcy i wściekli jako Edwin
- 2002: Half Past Dead jako Nicholas "Nick" Frasier
- 2003: Straszny film 3 jako agent Thompson
- 2003: Pauly Shore Is Dead jako on sam
- 2004: The Cookout jako Bling Bling
- 2004: Shall We Dance jako piosenkarz w barze
- 2005: Back in the Day jako Reggie Cooper
- 2005: Assault on Precinct 13 jako Smiley
- 2009: Don't Fade Away jako Foster
- 2010: Niebezpieczna dzielnica jako Razor
- 2011: I'm in Love with a Church Girl jako Miles Montego
- 2012: The Cookout 2 jako Bling Bling
- 2013: Goat jako Willie